# Edmond de Pitteurs-Hiegaerts

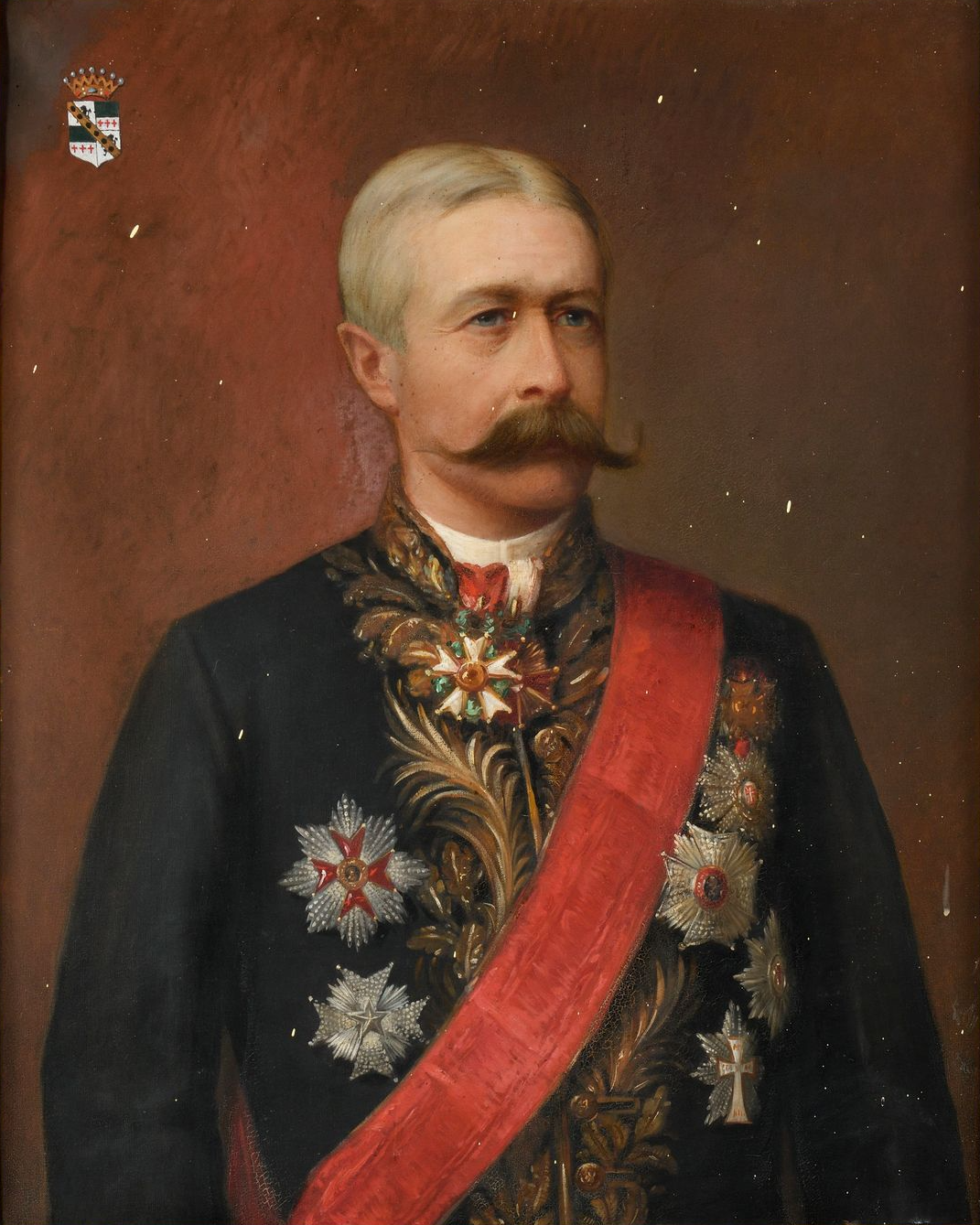
Edmond de Pitteurs-Hiegaerts

Baron Edmond Charles Joseph Théodore de Pitteurs-Hiegaerts (Sint-Truiden, 11 januari 1831 - Sint-Petersburg, 15 september 1896) was een Belgisch diplomaat.

## Biografie

### Familie
Edmond de Pitteurs-Hiegaerts was een telg uit de familie de Pitteurs. Hij was een zoon van Antoine de Pitteurs-Hiegaerts, gemeenteraadslid van Sint-Truiden, lid van de Provinciale Staten van Limburg, provincieraadslid van Limburg en senator, en Laure de Pitteurs. In 1871 verkreeg zijn vader adelserkenning met een baronstitel voor hem en al zijn nakomelingen. Hij voegde tevens Hiegaerts aan zijn naam toe. Hij was een broer van Henri de Pitteurs-Hiegaerts, gemeenteraadslid van Sint-Truiden, provincieraadslid van Limburg, volksvertegenwoordiger en gouverneur van Limburg, en een neef van Charles de Pitteurs-Hiegaerts, burgemeester van Ordingen, provincieraadslid van Limburg en volksvertegenwoordiger, en baron Armand de Pitteurs-Hiegaerts, burgemeester van Rijkel en senator.
Hij trouwde in 1871 in Elsene met gravin Mathilde d'Arschot Schoonhoven (1841-1874), dochter van graaf Guillaume d'Arschot Schoonhoven, burgemeester van Voort, provincieraadslid van Limburg, lid van de Tweede Kamer en senator. Ze kregen een zoon en een dochter, met afstammelingen tot heden. Hij hertrouwde in 1892 in Sint-Petersburg met barones Maria Feodorovna de Tzernichoff (°1854). Het huwelijk bleef kinderloos.

### Loopbaan
De Pitteurs-Hiegaerts doorliep een diplomatieke carrière, achtereenvolgens in Pruisen, Oostenrijk, Roemenië, Portugal, Zweden, Noorwegen en Denemarken. Van 1885 tot 1889 was hij ambassadeur bij de Heilige Stoel in Rome. Vervolgens werd hij buitengewoon gezant en gevolmachtigd minister in Sint-Petersburg.